# Claude Jameson
Claude Stanley Jameson (Missouri, 20 de gener de 1886 - Los Angeles, Califòrnia, 12 de febrer de 1943) va ser un futbolista estatunidenc que va competir a primers del segle xx. El 1904 va prendre part en els Jocs Olímpics de Saint Louis, on guanyà la medalla de bronze en la competició de futbol com a membre del St. Rose Parish. Era germà del també futbolista Henry Jameson.